# Reptadeonella falciformis
Reptadeonella falciformis är en mossdjursart som beskrevs av Tilbrook 2006. Reptadeonella falciformis ingår i släktet Reptadeonella och familjen Adeonidae. Inga underarter finns listade i Catalogue of Life.